# Géo Voumard
Geo Voumard, né le 2 décembre 1920 à Bienne et mort le 3 septembre 2008, est un pianiste de jazz, animateur de radio, cofondateur, avec Claude Nobs et René Langel du Festival de Jazz de Montreux en 1967.

## Biographie
Enfant d'une famille d'horlogers jurassiens, Geo Voumard a étudié la musique dans sa famille et suivi des études d'architecture au Technicum de Bienne. Il se produit en public dès l'âge de seize ans. En 1944, il devient le pianiste-arrangeur du grand orchestre d'Hazy Osterwald et entame des collaborations avec les radios du pays. Il fonde son propre trio en 1948 et mène plusieurs tournées en Suisse et en Europe. Radio Lausanne l'engage en 1952 en qualité de pianiste, accompagnateur et compositeur. Il associe son nom au succès de plusieurs émissions : Mardi les gars, Club de nuit, Le maillot jaune de la chanson, Route libre, Jazz-partout. En 1966, il est nommé responsable du secteur « variétés, divertissement, animation et jazz ». En 1969, il devient chef du département animation et divertissement. Il occupe cette fonction jusqu’en 1983.
En 1956 il remporte la première édition du Concours Eurovision de la chanson à Lugano avec Refrain, une chanson coécrite avec Émile Gardaz et interprétée par Lys Assia,. En 1967, il fonde avec Claude Nobs et René Langel, le Montreux Jazz Festival. Après son départ de la  RSR, il s'installe en France, en Provence. Ces dernières années, il est revenu habiter en Suisse à Sion,.

## Discographie
- Flavio Ambrosetti Sextet, 1943
- Geo Voumard Trio With Mers Eddy And His Strings – Piano, Strings And Sound
- Geo Voumard – 25 Ans De Jazz, 1953–1977
- Geo Voumard Trio – Geo Voumard Trio
- Hazy Osterwald – Big Bands Of Europe, Vol. II, 1946–1948
- Various – The Golden Swing Years, 1942–1947

## Filmographie
- Jacques Donzel, Geo Voumard l'homme, la musique et le verbe : le 23 septembre 1999 à Vulliens, Plans-fixes, Yverdon-les-Bains, 1999 (OCLC 84253251)